# Rota d'Imagna
Rota d'Imagna é uma comuna italiana da região da Lombardia, província de Bérgamo, com cerca de 856 habitantes. Estende-se por uma área de 5 km², tendo uma densidade populacional de 171 hab/km². Faz fronteira com Brumano, Corna Imagna, Locatello, Sant'Omobono Imagna, Valsecca.

## Demografia
| Variação demográfica do município entre 1861 e 2011                               |
|                                                                                   |
| Fonte: Istituto Nazionale di Statistica (ISTAT) - Elaboração gráfica da Wikipedia |